# Amt Schenefeld

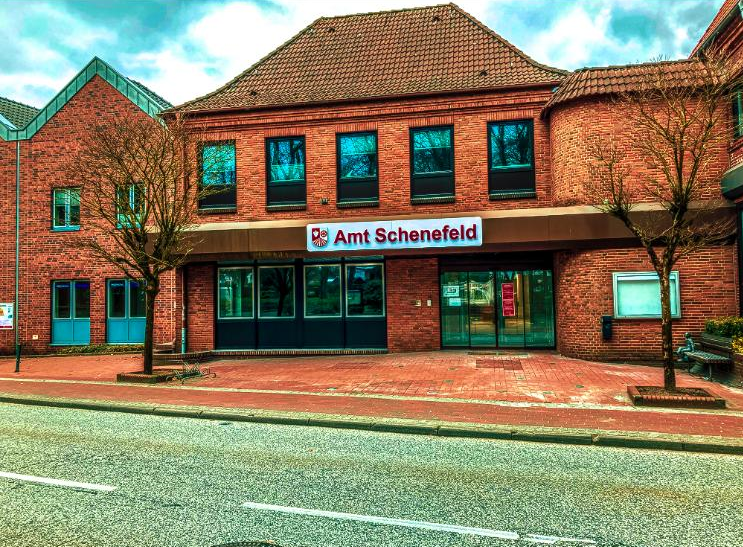
Das Amtsgebäude in Schenefeld

Das Amt Schenefeld ist ein Amt im Kreis Steinburg in Schleswig-Holstein. Es liegt im Nordwesten des Kreises Steinburg und grenzt im Norden an den Kreis Rendsburg-Eckernförde, im Westen an den Kreis Dithmarschen, im Süden an das Amt Wilstermarsch und im Osten an das Amt Itzehoe-Land. Der Verwaltungssitz befindet sich in Schenefeld.

## Amtsangehörige Gemeinden
| - Aasbüttel - Agethorst - Besdorf - Bokelrehm - Bokhorst - Christinenthal - Gribbohm - Hadenfeld | - Holstenniendorf - Kaisborstel - Looft - Nienbüttel - Nutteln - Oldenborstel - Pöschendorf | - Puls - Reher - Schenefeld - Vaale - Vaalermoor - Wacken - Warringholz |

## Geschichte
Das Amt Schenefeld ist kein historisches Verwaltungsterritorium und bildet auch heute keine Gebietskörperschaft. Es besteht in seiner jetzigen Form seit dem 1. April 1970. Im Zuge der damaligen Verwaltungsreform wurden 17 Gemeinden des bis dahin bestehenden Kreises Rendsburg in den Kreis Steinburg eingegliedert, davon sieben Gemeinden des alten Amtes Schenefeld und zehn Gemeinden des ehemaligen Amtes Wacken. Aus dem gleichzeitig aufgelösten Amt Hohenaspe traten die Gemeinden Christinenthal, Hadenfeld, Kaisborstel, Looft, Pöschendorf und Reher dem neuen Amt bei, die bereits seit 1867 dem Kreis Steinburg zugeordnet sind. Davor gehörten auch diese Gemeinden zum Kreis Rendsburg.

## Wappen
Blasonierung: „Im Göpelschnitt geteilt. 1 in Rot eine silberne Pflugschar; 2 in Silber ein sechsspeichiges rotes Wagenrad; 3 von Silber und Rot vierzehnfach zur Schildmitte geständert.“
Mit der Dreiteilung des Wappens des im Rahmen der Kommunalreform im Jahre 1970 entstandenen jüngeren Amtes Schenefeld wird auf dessen Entstehung aus den Ämtern Schenefeld und Wacken sowie Teilen des Amtes Hohenaspe verwiesen. Die Ständerung im unteren Drittel deutet die Vielzahl der amtsangehörigen Gemeinden an. Die Pflugschar symbolisiert den nach wie vor hohen Stellenwert der Landwirtschaft im Amtsbereich. Das Rad vertritt den sehr großen Teil der Bevölkerung, der in Handel, Handwerk und Gewerbe tätig ist, verweist aber auch auf die Mobilität vieler Arbeitnehmer als Pendler. Die Tinktur des Amtswappens in den holsteinischen Farben Rot und Silber betont die Bedeutung des Urkirchspiels Schenefeld als „Vorgänger“ des Amtes in der frühen Geschichte des Landesteils (vgl. das Wappen der gleichnamigen Gemeinde).